# Hollandse linde
De Hollandse linde (Tilia × vulgaris, synoniem: Tilia × europaea) is een hybride die is verkregen door de winterlinde te kruisen met de zomerlinde. Het resultaat is een bekende sier- en schaduwboom die veel in Noordwest-Europa aangeplant wordt, bijvoorbeeld langs straten, in tuinen en op kerkhoven.
De boom kan wel 40 meter hoog worden, met een hoge, koepelvormige kroon. De schors is aanvankelijk dofgrijs en glad. Later wordt deze ruw en ontstaat er een heel netwerk van ondiepe groeven. Aan de voet zitten veel knobbels met opslag. De onderste takken zijn enigszins gebogen, de hogere opstijgend. De twijgen zijn groen en hebben een rode waas. Er zitten roodachtig bruine, eivormige knoppen aan.

## Bladeren
De bladeren van de Hollandse linde zijn hartvormig en hebben een lengte van 5-10 cm. De bladranden zijn scherpgezaagd en er is een scheve bladvoet. De bladsteel is groen, onbehaard en heeft een lengte van gemiddeld 3 cm. Het  blad kleurt dofgroen van boven en bleekgroen van onder. Er zijn lichte of iets bruine haarbosjes in de oksels van de nerven. In de herfst worden de bladeren geel.

## Bloemen en vruchten
De bloemen zijn geelachtig wit. De bloeitijd is juni - juli. Ze vormen hangende bijschermen van vier tot tien stuks met een geelgroen schutblad.
De vruchten zijn eivormig, donzig en iets geribd kleverig. De doorsnede is iets minder dan 1 cm.

## Toepassingen
De Hollandse linde levert hout voor houtsnijwerk. De bastvezels werden vroeger wel gebruikt voor touw en voor vlechtwerk.
| - Wortelopslag - Tak - Bloemen - Vruchtjes - Bovenzijde blad - Onderzijde blad |